# Il Tesoretto
Tesoretto (Skarbczyk) – poemat o charakterze alegoryczno-dydaktycznym autorstwa włoskiego poety Brunetta Latiniego. Utwór nawiązuje do wcześniejszego, prozatorskiego dzieła poety, napisanego po prowansalsku traktatu encyklopedycznego Tresor (Skarbiec wiedzy), znanego również w Polsce. Został napisany siedmiozgłoskowcem. Liczy około trzech tysięcy linijek.
Al valente Signore,

 Di cui non so migliore

Sù la terra trovare;

 Che non avete pare

Nè ’n pace, ned in guerra:
Poemat jest oparty na motywie podróży. Bohater, po tym jak zabłądził w lesie, spotkał olbrzymkę, która nauczyła go teologii, astronomii, geografii, zoologii i botaniki. Kiedy wyjechał na równinę, na której znajdowali się książęta i mędrcy, poznał cesarzową Cnotę (la Virtu) i jej cztery córki. Następnie wszedł do domu Sprawiedliwości (Giustizia), gdzie personifikacje różnych zalet moralnych udzielały mu wskazówek uczciwego życia. Później spotkał Uciechę w postaci młodzieńca. Przed popadnięciem w niewolę Amora uratowały go rady Owidiusza. Wreszcie po wyrażeniu skruchy za grzechy i odbyciu pokuty wybrał się w podróż na Olimp, gdzie miał wysłuchać wykładu Ptolemeusza. W tym miejscu fabuła została przerwana. Maurycy Mann uważał omawiany poemat za najciekawszy zabytek poezji alegoryczno-dydaktycznej.